# Leptogaster tenerrima
Leptogaster tenerrima là một loài ruồi trong họ Asilidae. Leptogaster tenerrima được Meijere miêu tả năm 1914. Loài này phân bố ở miền Ấn Độ - Mã Lai.